# Achnatherum inebrians
Achnatherum inebrians är en gräsart som först beskrevs av Henry Fletcher Hance, och fick sitt nu gällande namn av Yi Li Keng. Achnatherum inebrians ingår i släktet silvergrässläktet, och familjen gräs. Inga underarter finns listade i Catalogue of Life.